# Cees van der Hoeven
Cornelis Harry (Cees) van der Hoeven (Den Haag, 9 september 1947) is een voormalig Nederlands topman. Hij is vooral bekend als de voormalige voorzitter van de raad van bestuur van Ahold.

## Beginjaren
Van der Hoeven begon op zestienjarige leeftijd met de studie bedrijfseconomie aan de Rijksuniversiteit Groningen. Hij studeerde vijf jaar later cum laude af. Na zijn studie begon hij een succesvolle carrière bij Shell, waar hij onder meer werkte in Londen, Curacao, USA en Oman alsmede bij de NAM (Nederlandse Aardolie Maatschappij). In 1985 werd Van der Hoeven lid van de raad van bestuur bij Ahold, als de financiële man.

## Voorzitter raad van bestuur Ahold
In 1993 werd hij voorzitter van de raad van bestuur van Ahold in opvolging van Pierre Jean Everaert. Aanvankelijk was hij zeer succesvol. Zo werd hij vijf keer achter elkaar benoemd tot Nederlands topman van het jaar. Onder zijn leiding pleegde Ahold meer dan 50 overnames en het aandeel Ahold was op de effectenbeurs een geliefd. In 2003 was Ahold actief in 35 landen, had een omzet van Euro 73 miljard en een personeelsbestand van 420.000 medewerkers.

## Boekhoudschandaal
In 2002 kwam er onverwachts een kentering: Ahold moest een winstwaarschuwing afgeven. In februari 2003 kwam een boekhoudschandaal bij Aholddochter US Foodservice aan het licht. Door fraude van leveranciers, in samenspraak met medewerkers, bleek dat Ahold het bedrijfsresultaat van U.S. Foodservice in 2001 en 2002 op papier had overschat met meer dan 500 miljoen dollar. Daarnaast was er een controverse over het gebruik van sideletters die moesten aantonen dat Ahold volledige controle over haar dochter ondernemingen kon uit oefenen. Nadat deze fraude en controverse aan het licht kwamen stortte de beurskoers van Ahold in. Investeerders en beleggers maakten veel verlies, nadat ze eerder grote winsten hadden gemaakt.

## Strafproces
Naar aanleiding van de fraude moesten Cees van der Hoeven en zijn financiële rechterhand Michiel Meurs, aftreden. Van der Hoeven en Meurs werden vervolgens vervolgd door het Openbaar Ministerie wegens verdenking van fraude en valsheid in geschrifte. Ook voormalig Ahold-bestuurslid Jan Andreae en voormalig Ahold commissaris Roland Fahlin werden van deze feiten verdacht. In 2004 moesten Van der Hoeven en zijn medeverdachten voor de Rechtbank in Amsterdam verschijnen. 
Het proces tegen Van der Hoeven en de drie medeverdachten begon op 6 maart 2006. Op 22 mei 2006 werd van der Hoeven veroordeeld tot een voorwaardelijke celstraf van 9 maanden en een boete van 225.000 euro. Van der Hoeven kondigde aan in hoger beroep te gaan. Ook het OM ging in hoger beroep. 

## Hoger beroep in strafzaak
Op 2 juni 2008 begon bij het Gerechtshof te Amsterdam de behandeling van het hoger beroep van de strafzaak tegen Van der Hoeven en andere betrokkenen.
Op 28 januari 2009 veroordeelde het gerechtshof te Amsterdam Van der Hoeven tot een geldboete van € 30.000,-- omdat hij, toen hij het bestaan van de side letters ontdekte, dit niet direct aan de externe accountant meldde. Hij werd vrijgesproken van alle betrokkenheid bij de bovengenoemde fraude. Meurs werd veroordeeld tot een voorwaardelijke gevangenisstraf van 6 maanden, een werkstraf van 240 uur en een geldboete van € 100.000. Andreae werd veroordeeld tot een voorwaardelijke gevangenisstraf van 3 maanden en een geldboete van € 50.000. Fahlin werd vrijgesproken.

## Persoonlijk Leven
Cees van der Hoeven is sinds 1998 getrouwd met Annita Belinda van der Klooster, voormalig presentatrice van het programma Trendies Beauty van RTL 4.